# Сьюзи (обезьяна)
Сьюзи (1948 год — 20 марта 1969 года) — самка шимпанзе, доставленная из США в японский зоопарк Уэно. Умевшая исполнять множество трюков, таких как езда на велосипеде, хождение на ходулях и катание на коньках, она вскоре обрела популярность в СМИ и стала своеобразным символом зоопарка Уэно. В 1956 году получила общенациональную известность, обменявшись рукопожатием с императором Хирохито, посетившим зоопарк «Уэно».

## Биография
До 1945 года в зоопарке Уэно обитало четыре шимпанзе, полученных по обмену между зоопарками из Германии: двое 4-летних шимпанзе, самец и самка, поступили в 1938 году, но в 1939 умерли от туберкулёза. Ещё двое поступили в 1941 году, также самец и самка, но умерли во время войны в 1943 и 1945 годах соответственно. 3-летняя Сьюзи была доставлена в Уэно из США в 1951 году, будучи приобретена у калифорнийской фирмы по торговле животными из Хермоса-Бич; вскоре был приобретён также 7-летний самец шимпанзе Билл. К Сьюзи было приставлено двое смотрителей, в задачу которых входило — в рамках подготовки к празднованию в 1952 году 70-летия зоопарка — обучение обезьяны различным трюкам, среди которых были метание колец, хлопание в ладоши, езда на одно- и трёхколёсном велосипеде и коньках, ходьба на ходулях, стойка на руках и так далее, причём, в числе прочего, обезьяну обучили даже нажимать на кнопку фотоаппарата и играть простейшие короткие мелодии на пианино. Сьюзи показала хорошую восприимчивость к дрессировке и отличные результаты, хотя её тренировки пришлось приостановить на полмесяца из-за вывиха пятки, полученного в результате падения с полутораметровой высоты.
Успешно выступив в 1952 году, Сьюзи продолжала успешно выступать на сцене зоопаркового театра под открытым небом до конца 1956 года, пользуясь огромной популярностью у посетителей. О ней часто писали в газетах, особенно в конце её «карьеры», когда 20 апреля 1956 года зоопарк Уэно посетил император Хирохито, перед которым она каталась на велосипеде в своём сценическом костюме (кепка, майка и клетчатая юбка) и которому пожала руку; согласно газетным описаниям, смотрители не обучали её рукопожатию, но она якобы сама подошла к нему и протянула руку, после озадаченный Хирохито решил пожать её. Фотографии этого события, спешно сделанные журналистами, были опубликованы на первых страницах вечерних выпусков крупнейших газет.

### Смерть
С июля 1955 года Сьюзи страдала от болезни толстой кишки, и 20 января 1957 года она была официально отправлена на пенсию. С Биллом она уживалась мирно, но отказывалась спариваться с ним и так и не принесла потомства. Стремясь излечить Сьюзи от болезни, сотрудники зоопарка пригласили к ней не ветеринара, а главного хирурга больницы Комагомэ, который провёл на её кишечнике сложную операцию. Она провела в больнице порядка двух месяцев и прожила ещё двенадцать лет. В марте 1969 года у неё неожиданно случился рецидив, и, несмотря на экстренно проведённую вторую операцию, через несколько дней она скончалась.